# Liste des titres musicaux numéro un au Royaume-Uni en 2022
Cette page présente les no 1 des ventes de singles et d'albums au Royaume-Uni pour l'année 2022 selon The Official Charts Company.
Les classements hebdomadaires sont issus des 100 meilleures ventes de singles (UK Singles Chart) et des 100 meilleures ventes d'albums (UK Albums Chart). Ils prennent en compte les ventes physiques et numériques ainsi que les écoutes en streaming converties en équivalents ventes. Ils sont dévoilés chaque vendredi.

## Classement des singles
| №  | Date         | Artiste                                                                                                   | Titre                           | Référence |
| -- | ------------ | --- | ------------------------------- | --------- |
| 1  | 7 janvier    | Adele | Easy on Me                      |           |
| 2  | 14 janvier   | Gayle | ABCDEFU                         |           |
| 3  | 21 janvier   | Adassa, Stephanie Beatriz, Mauro Castillo (en), Rhenzy Feliz (en), Carolina Gaitán (en) et Diane Guerrero | We Don't Talk About Bruno (en)  |           |
| 4  | 28 janvier   | Adassa, Stephanie Beatriz, Mauro Castillo (en), Rhenzy Feliz (en), Carolina Gaitán (en) et Diane Guerrero | We Don't Talk About Bruno (en)  |           |
| 5  | 4 février    | Adassa, Stephanie Beatriz, Mauro Castillo (en), Rhenzy Feliz (en), Carolina Gaitán (en) et Diane Guerrero | We Don't Talk About Bruno (en)  |           |
| 6  | 11 février   | Adassa, Stephanie Beatriz, Mauro Castillo (en), Rhenzy Feliz (en), Carolina Gaitán (en) et Diane Guerrero | We Don't Talk About Bruno (en)  |           |
| 7  | 18 février   | Adassa, Stephanie Beatriz, Mauro Castillo (en), Rhenzy Feliz (en), Carolina Gaitán (en) et Diane Guerrero | We Don't Talk About Bruno (en)  |           |
| 8  | 25 février   | Adassa, Stephanie Beatriz, Mauro Castillo (en), Rhenzy Feliz (en), Carolina Gaitán (en) et Diane Guerrero | We Don't Talk About Bruno (en)  |           |
| 9  | 4 mars       | Adassa, Stephanie Beatriz, Mauro Castillo (en), Rhenzy Feliz (en), Carolina Gaitán (en) et Diane Guerrero | We Don't Talk About Bruno (en)  |           |
| 10 | 11 mars      | Dave | Starlight                       |           |
| 11 | 18 mars      | Dave | Starlight                       |           |
| 12 | 25 mars      | Dave | Starlight                       |           |
| 13 | 1er avril    | Dave | Starlight                       |           |
| 14 | 8 avril      | Harry Styles                                                                                              | As It Was                       |           |
| 15 | 15 avril     | Harry Styles                                                                                              | As It Was                       |           |
| 16 | 22 avril     | Harry Styles                                                                                              | As It Was                       |           |
| 17 | 29 avril     | Harry Styles                                                                                              | As It Was                       |           |
| 18 | 6 mai        | Harry Styles                                                                                              | As It Was                       |           |
| 19 | 13 mai       | Harry Styles                                                                                              | As It Was                       |           |
| 20 | 20 mai       | Harry Styles                                                                                              | As It Was                       |           |
| 21 | 27 mai       | Harry Styles                                                                                              | As It Was                       |           |
| 22 | 3 juin       | Harry Styles                                                                                              | As It Was                       |           |
| 23 | 10 juin      | Harry Styles                                                                                              | As It Was                       |           |
| 24 | 17 juin      | Kate Bush                                                                                                 | Running Up that Hill            |           |
| 25 | 24 juin      | Kate Bush                                                                                                 | Running Up that Hill            |           |
| 26 | 1er juillet  | Kate Bush                                                                                                 | Running Up that Hill            |           |
| 27 | 8 juillet    | LF System (en)                                                                                            | Afraid to Feel                  |           |
| 28 | 15 juillet   | LF System (en)                                                                                            | Afraid to Feel                  |           |
| 29 | 22 juillet   | LF System (en)                                                                                            | Afraid to Feel                  |           |
| 30 | 29 juillet   | LF System (en)                                                                                            | Afraid to Feel                  |           |
| 31 | 5 août       | LF System (en)                                                                                            | Afraid to Feel                  |           |
| 32 | 12 août      | LF System (en)                                                                                            | Afraid to Feel                  |           |
| 33 | 19 août      | LF System (en)                                                                                            | Afraid to Feel                  |           |
| 34 | 26 août      | LF System (en)                                                                                            | Afraid to Feel                  |           |
| 35 | 2 septembre  | Eliza Rose (en) et Interplanetary Criminal                                                                | B.O.T.A. (Baddest of Them All)  |           |
| 36 | 9 septembre  | Eliza Rose (en) et Interplanetary Criminal                                                                | B.O.T.A. (Baddest of Them All)  |           |
| 37 | 16 septembre | Lewis Capaldi                                                                                             | Forget Me (en)                  |           |
| 38 | 23 septembre | David Guetta et Bebe Rexha                                                                                | I'm Good (Blue)                 |           |
| 39 | 30 septembre | Sam Smith et Kim Petras                                                                                   | Unholy                          |           |
| 40 | 7 octobre    | Sam Smith et Kim Petras                                                                                   | Unholy                          |           |
| 41 | 14 octobre   | Sam Smith et Kim Petras                                                                                   | Unholy                          |           |
| 42 | 21 octobre   | Sam Smith et Kim Petras                                                                                   | Unholy                          |           |
| 43 | 28 octobre   | Taylor Swift                                                                                              | Anti-Hero                       |           |
| 44 | 4 novembre   | Taylor Swift                                                                                              | Anti-Hero                       |           |
| 45 | 11 novembre  | Taylor Swift                                                                                              | Anti-Hero                       |           |
| 46 | 18 novembre  | Taylor Swift                                                                                              | Anti-Hero                       |           |
| 47 | 25 novembre  | Taylor Swift                                                                                              | Anti-Hero                       |           |
| 48 | 2 décembre   | Taylor Swift                                                                                              | Anti-Hero                       |           |
| 49 | 9 décembre   | Mariah Carey                                                                                              | All I Want for Christmas Is You |           |
| 50 | 16 décembre  | Wham! | Last Christmas                  |           |
| 51 | 23 décembre  | LadBaby (en)                                                                                              | Food Aid                        |           |
| 52 | 30 décembre  | Wham! | Last Christmas                  |           |

## Classement des albums
| №  | Date         | Artiste                           | Titre                                  | Référence |
| -- | ------------ | --------------------------------- | -------------------------------------- | --------- |
| 1  | 7 janvier    | Ed Sheeran                        | =                                      |           |
| 2  | 14 janvier   | The Weeknd                        | Dawn FM                                |           |
| 3  | 21 janvier   | The Wombats                       | Fix Yourself, Not the World (en)       |           |
| 4  | 28 janvier   | Years and Years                   | Night Call (en)                        |           |
| 5  | 4 février    | Don Broco                         | Amazing Things                         |           |
| 6  | 11 février   | Bastille                          | Give Me the Future (en)                |           |
| 7  | 18 février   | Frank Turner                      | FTHC                                   |           |
| 8  | 25 février   | Ed Sheeran                        | =                                      |           |
| 9  | 4 mars       | Central Cee                       | 23                                     |           |
| 10 | 11 mars      | Stereophonics                     | Oochya!                                |           |
| 11 | 18 mars      | Rex Orange County                 | Who Cares?                             |           |
| 12 | 25 mars      | Charli XCX                        | Crash                                  |           |
| 13 | 1er avril    | Michael Bublé                     | Higher (en)                            |           |
| 14 | 8 avril      | Red Hot Chili Peppers             | Unlimited Love                         |           |
| 15 | 15 avril     | Wet Leg                           | Wet Leg                                |           |
| 16 | 22 avril     | Digga D                           | Noughty by Nature                      |           |
| 17 | 29 avril     | Fontaines D.C.                    | Skinty Fia                             |           |
| 18 | 6 mai        | Blossoms                          | Ribbon Around the Bomb                 |           |
| 19 | 13 mai       | Arcade Fire                       | WE                                     |           |
| 20 | 20 mai       | Florence and the Machine          | Dance Fever                            |           |
| 21 | 27 mai       | Harry Styles                      | Harry's House                          |           |
| 22 | 3 juin       | Liam Gallagher                    | C'mon You Know (en)                    |           |
| 23 | 10 juin      | Harry Styles                      | Harry's House                          |           |
| 24 | 17 juin      | George Ezra                       | Gold Rush Kid (en)                     |           |
| 25 | 24 juin      | Harry Styles                      | Harry's House                          |           |
| 26 | 1er juillet  | Harry Styles                      | Harry's House                          |           |
| 27 | 8 juillet    | Paolo Nutini                      | Last Night in the Bittersweet (en)     |           |
| 28 | 15 juillet   | Harry Styles                      | Harry's House                          |           |
| 29 | 22 juillet   | Harry Styles                      | Harry's House                          |           |
| 30 | 29 juillet   | Jamie T                           | The Theory of Whatever                 |           |
| 31 | 5 août       | Beyoncé                           | Renaissance                            |           |
| 32 | 12 août      | Beyoncé                           | Renaissance                            |           |
| 33 | 19 août      | Kasabian                          | The Alchemist's Euphoria               |           |
| 34 | 26 août      | Steps                             | Platinum Collection                    |           |
| 35 | 2 septembre  | Muse                              | Will of the People                     |           |
| 36 | 9 septembre  | Yungblud                          | Yungblud                               |           |
| 37 | 16 septembre | Robbie Williams                   | XXV                                    |           |
| 38 | 23 septembre | Blackpink                         | Born Pink                              |           |
| 39 | 30 septembre | 5 Seconds of Summer               | 5SOS5                                  |           |
| 40 | 7 octobre    | Slipknot                          | The End, So Far                        |           |
| 41 | 14 octobre   | Paul Heaton et Jacqui Abbott (en) | N.K-Pop                                |           |
| 42 | 21 octobre   | The 1975                          | Being Funny in a Foreign Language (en) |           |
| 43 | 28 octobre   | Taylor Swift                      | Midnights                              |           |
| 44 | 4 novembre   | Taylor Swift                      | Midnights                              |           |
| 45 | 11 novembre  | Drake et 21 Savage                | Her Loss                               |           |
| 46 | 18 novembre  | Louis Tomlinson                   | Faith in the Future                    |           |
| 47 | 25 novembre  | Dermot Kennedy                    | Sonder                                 |           |
| 48 | 2 décembre   | Stormzy                           | This Is What I Mean (en)               |           |
| 49 | 9 décembre   | Olly Murs                         | Marry Me                               |           |
| 50 | 16 décembre  | Sam Ryder                         | There's Nothing but Space, Man! (en)   |           |
| 51 | 23 décembre  | Taylor Swift                      | Midnights                              |           |
| 52 | 30 décembre  | Michael Bublé                     | Christmas                              |           |

## Meilleures ventes de l'année
- As It Was de Harry Styles est numéro 1 du classement annuel des singles avec 1 570 000 équivalents ventes. La chanson et son clip vidéo arrivent en tête des diffusions en streaming, avec 180 900 000 écoutes et visionnages. Le single réalise le meilleur résultat en ventes pures (physiques et numériques) avec 65 000 exemplaires écoulés. Enfin, As It Was est le titre qui est resté le plus longtemps en tête du classement hebdomadaire (dix semaines consécutives). En deuxième position, on retrouve Bad Habits d'Ed Sheeran qui était la meilleure vente de l'année précédente[1]. En 2022, le titre compte 1 180 000 équivalents ventes[2].

- Harry Styles arrive également en tête des ventes annuelles d'albums avec Harry's House qui totalise 460 000 équivalents ventes dont 160 000 ventes pures (150 000 en physique et 10 000 en numérique). C'est l'album qui a passé le plus de temps à la première place du classement hebdomadaire (six semaines non consécutives). Le membre du groupe One Direction devance là aussi Ed Sheeran qui est second avec = (place qu'il occupait déjà en 2021) qui compte 433 000 équivalents ventes. La troisième place est occupée par Midnights de Taylor Swift qui cumule 417 000 équivalents ventes, dont 217 000 ventes pures (206 000 copies physiques et 11 000 téléchargements)[3].

| Singles | Albums |
| --- | --- |
| 1. Harry Styles - As It Was 2. Ed Sheeran - Bad Habits 3. Fireboy DML et Ed Sheeran - Peru 4. Cat Burns - Go 5. Ed Sheeran - Shivers 6. Kate Bush - Running Up That Hill 7. Glass Animals - Heat Waves 8. Lost Frequencies et Calum Scott - Where Are You Now 9. LF System - Afraid to Feel 10. Sam Fender - Seventeen Going Under | 1. Harry Styles - Harry's House 2. Ed Sheeran - = 3. Taylor Swift - Midnights 4. The Weeknd - The Highlights 5. Olivia Rodrigo - Sour 6. Eminem - Curtain Call: The Hits 7. Elton John - Diamonds 8. Fleetwood Mac - 50 Years - Don't Stop 9. Little Mix - Between Us 10. ABBA - Gold - Greatest Hits |

## Faits marquants

### Albums
- 43 albums ont été numéro 1 en 2022. Le record du nombre d'albums arrivé en tête du classement hebdomadaire en un an, établi en 2020, est égalé[4].

- Avec l'album XXV où il revisite ses succès, Robbie Williams classe son 14e album en tête des ventes et devient l'artiste solo ayant classé le plus grand nombre d'albums à la première place du palmarès britannique (seuls les Beatles ont fait mieux avec 15 numéro 1)[5].

- Le chanteur canadien Michael Bublé place deux albums au sommet du hit-parade: le récent Higher en avril et Christmas, sorti en 2011, qui retrouve la tête du classement en fin d'année[6].

### Singles
- 15 titres ont atteint la première place en 2022.

- La chanson We Don't Talk About Bruno (en), tirée de la bande originale du film Encanto : La Fantastique Famille Madrigal, est la première chanson originale d'un film des studios Disney numéro 1 au Royaume-Uni[7].

- De retour dans le classement grâce à son utilisation dans la série télévisée Stranger Things, la chanson Running Up that Hill de Kate Bush arrive pour la première fois au sommet 37 ans après sa sortie originale en 1985, et devient le single à avoir mis le plus de temps à être numéro 1. Kate Bush bat ainsi le précédent record détenu par le groupe Wham! avec Last Christmas qui avait décroché la première place 36 ans après sa sortie originale. La chanteuse est aussi l'artiste féminine la plus âgée (63 ans et 11 mois) à être numéro un des ventes de singles, et elle établit le record de la plus longue durée entre deux numéro un interprétés par un même artiste. 44 ans séparent en effet Wuthering Heights, au sommet en 1978, et Running Up that Hill[8],[9].

- Last Christmas de Wham! est de nouveau numéro 1, deux ans après la première fois, alors que le titre est sorti en 1984[10].

- Le duo LadBaby (en) bat un record détenu par les Beatles en étant numéro 1 la semaine de Noël pour la cinquième année consécutive. Comme les quatre années précédentes, le duo a parodié une chanson, cette fois Do They Know It's Christmas? devenue Food Aid, toujours dans un but caritatif au bénéfice de l'ONG The Trussell Trust (en) qui coordonne le réseau national de banques alimentaires au Royaume-Uni[11],[12].